# Isstormen i Nordamerika i januari 2007

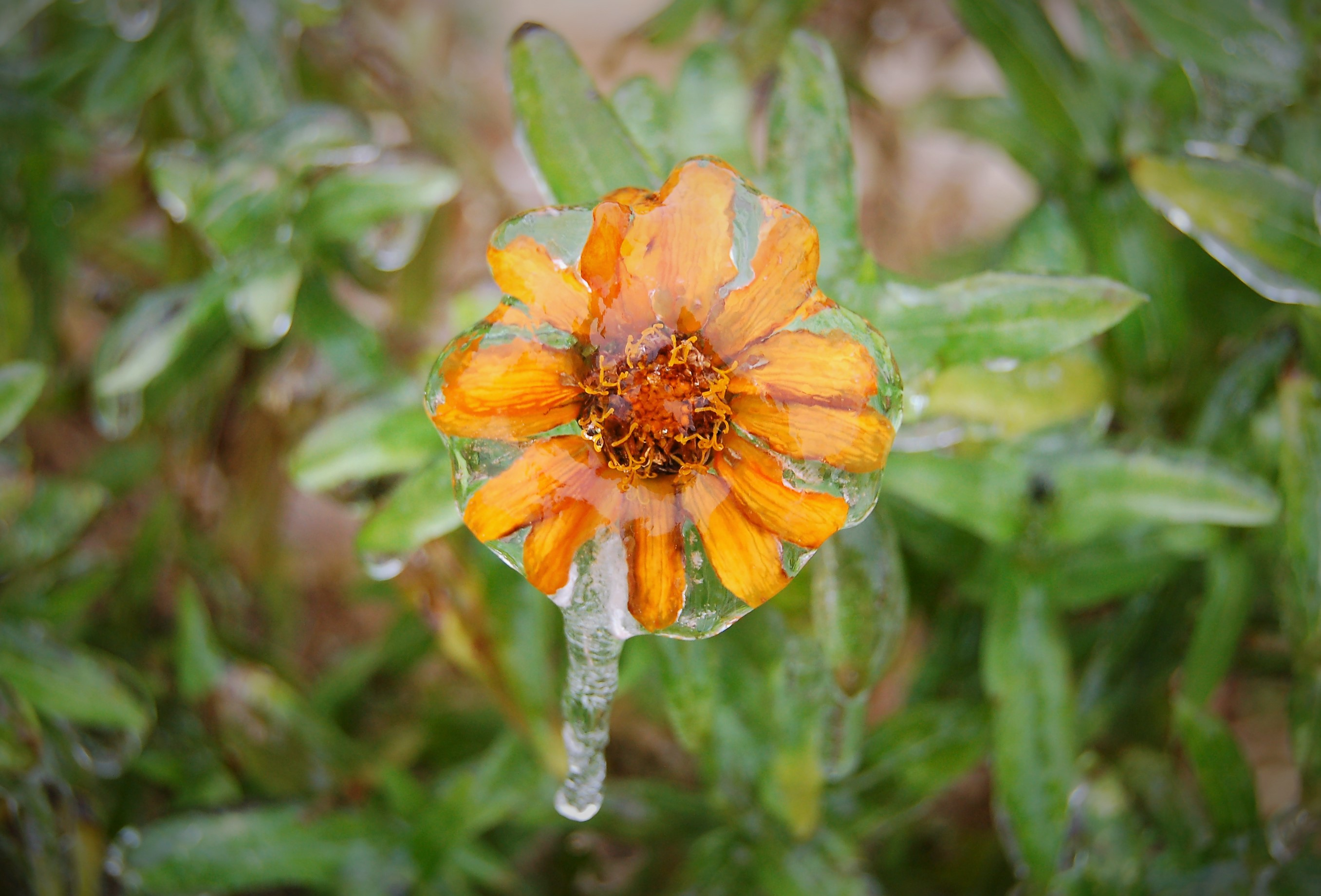
Frusen blomma längsmed avstängd väg i Texas i San Antonio i Texas. Januari 2007.

Isstormen i Nordamerika i januari 2007 var en sträng isstorm som drabbade stora delar av Nordamerika från Rio Grande-dalen till New England och sydöstra Kanada, med start 11 januari 2007, och den 16-18 januari 2007 följde en andra våg in i södra USA från Texas till North Carolina och South Carolina. En tredje omgång slog sedan till mot de södra slätterna, och de mellersta delstaterna på Atlantkusten, samt Newfoundland och Labrador från 19-24 januari. Stormen ledde till minst 74 dödsfall i 12 amerikanska delstater och tre kanadensiska provinser, orsakade hundratals strömavbrott i både USA och Kanada.
Stormen påminde om isstormen 1998, som slog till i östra Kanada och norra New England.

### Fotnoter
1. ↑  ”Snow, ice, sleet make southern Plains miserable”. CNN. 19 januari 2007. Arkiverad från originalet den 21 januari 2007. https://web.archive.org/web/20070121143010/http://www.cnn.com/2007/WEATHER/01/19/winter.weather.ap/index.html. Läst 20 januari 2007.